# Liste der Baudenkmäler in Ahaus
Die Liste der Baudenkmäler in Ahaus enthält die denkmalgeschützten Bauwerke auf dem Gebiet der Stadt Ahaus im Kreis Borken in Nordrhein-Westfalen (Stand: Januar 2012). Diese Baudenkmäler sind in der Denkmalliste der Stadt Ahaus eingetragen; Grundlage für die Aufnahme ist das Denkmalschutzgesetz Nordrhein-Westfalen (DSchG NRW).

## Allgemein
- Bild: Bild des Kulturdenkmals, ggf. zusätzlich mit einem Link zu weiteren Fotos des Kulturdenkmals im Medienarchiv Wikimedia Commons
- Bezeichnung: Name des Kulturdenkmals
- Lage: Straßenname und Hausnummer oder Flurstücknummer des Kulturdenkmal, gegebenenfalls auch den Ortsteil. Die Grundsortierung der Liste erfolgt nach dieser Adresse. Der Link (Karte) führt zu verschiedenen Kartendiensten mit der Position des Kulturdenkmals. Fehlt dieser Link, wurden die Koordinaten noch nicht eingetragen. Sind diese bekannt, können sie über ein Tool mit einer Kartenansicht einfach nachgetragen werden. In dieser Kartenansicht sind Kulturdenkmale ohne Koordinaten mit einem roten bzw. orangen Marker dargestellt und können durch Verschieben auf die richtige Position in der Karte mit Koordinaten versehen werden. Kulturdenkmale ohne Bild sind an einem blauen bzw. roten Marker erkennbar.
- Beschreibung: Kurzcharakteristik des Kulturdenkmals
- Bauzeit: Baubeginn, Fertigstellung, Datum der Erstnennung oder grobe zeitliche Einordnung entsprechend des Eintrags in der zuständigen Denkmaldatenbank
- Eingetragen seit: Datum der Erfassung in der zuständigen Denkmaldatenbank

| Bild                                                                   | Bezeichnung                                                            | Lage                                                | Beschreibung                                                                              | Bauzeit                         | Eingetragen seit | Denkmal- nummer |
| ---------------------------------------------------------------------- | ---------------------------------------------------------------------- | --------------------------------------------------- | ----------------------------------------------------------------------------------------- | ------------------------------- | ---------------- | --------------- |
| Alte Hirschapotheke und Schlosshotel                                   | Alte Hirschapotheke und Schlosshotel                                   | Ahaus Oldenkottplatz 2 und 3 Karte                  |                                                                                           | 2. H. 20. Jh.                   |                  |                 |
| Alter Friedhof und Neuer Friedhof                                      | Alter Friedhof und Neuer Friedhof                                      | Ahaus Zum Rotering/Beckers Brink/Adenauerring Karte |                                                                                           | 1807/1902                       |                  |                 |
| Ammelner Kapelle                                                       | Ammelner Kapelle                                                       | Ahaus Bsch. Ammeln                                  |                                                                                           | 1881                            |                  |                 |
| Bildstock                                                              | Bildstock                                                              | Ahaus Haupteingang zum Friedhof Karte               | Dreieckiger Bildstock, vorheriger Standort: Zum Rotering 11                               |                                 |                  |                 |
|                                                                        | Bildstock                                                              | Ahaus Bsch. Ammeln, gegenüber Ammeln 97             |                                                                                           | 18. Jh.                         |                  |                 |
| Bildstock                                                              | Bildstock                                                              | Ahaus Coesfelder Str. 81 Karte                      |                                                                                           | 1730                            |                  |                 |
| Bildstock                                                              | Bildstock                                                              | Ahaus Coesfelder Straße 60/Nahkamp Karte            |                                                                                           |                                 |                  |                 |
| Fachwerkspeicher und Heiligenhäuschen                                  | Fachwerkspeicher und Heiligenhäuschen                                  | Ahaus Siemensstraße 11 Karte                        |                                                                                           | 1743/1920                       |                  |                 |
| Garten                                                                 | Garten                                                                 | Ahaus Am Schloßgraben 4 Karte                       |                                                                                           | 1689–1697                       |                  |                 |
| Gartentor und -mauer                                                   | Gartentor und -mauer                                                   | Ahaus Hindenburgallee 30 Karte                      |                                                                                           | 1769                            |                  |                 |
| weitere Bilder                                                         | Glockenturm der kath. Pfarrkirche St. Mariä Himmelfahrt                | Ahaus Markt Karte                                   |                                                                                           | 1401–02, 17. Jh., 1866–67, 1966 |                  |                 |
| Hofanlage                                                              | Hofanlage                                                              | Ahaus Ammeln 173 Karte                              |                                                                                           | 18. Jh.                         |                  |                 |
| Jüdischer Friedhof                                                     | Jüdischer Friedhof                                                     | Ahaus Wessumer Straße Karte                         |                                                                                           |                                 |                  |                 |
| weitere Bilder                                                         | Kalvarienberg                                                          | Ahaus Am Kalvarienberg Karte                        |                                                                                           | 1776                            |                  |                 |
| Georgsbrunnenals Kriegerdenkmal 1914–18                                | Georgsbrunnen als Kriegerdenkmal 1914–18                               | Ahaus vor Hindenburgallee 1                         | Inschrift am vorderen Brunnenrand: AUS AHAUS UND AMMELN STARBEN 200 MÄNNER FÜRS VATERLAND | 1931                            |                  |                 |
| Kriegsehrenmal                                                         | Kriegsehrenmal                                                         | Ahaus Graeser Str./Wessumer Str. Karte              |                                                                                           | 1870/71                         |                  |                 |
| Kriegsehrenmal                                                         | Kriegsehrenmal                                                         | Ahaus Rotdornstraße Karte                           |                                                                                           |                                 |                  |                 |
| weitere Bilder                                                         | Schloss und Amtsgericht                                                | Ahaus Am Sümmermannplatz 4 + 5                      |                                                                                           | 1689–1697                       |                  |                 |
| Statue des hl. Nepomuk                                                 | Statue des hl. Nepomuk                                                 | Ahaus bei van-Delden-Str. 24                        |                                                                                           | 18. Jh.                         |                  |                 |
| Teehäuschen im Schlosspark                                             | Teehäuschen im Schlosspark                                             | Ahaus Schlossgarten Karte                           |                                                                                           | 1900                            |                  |                 |
| Villa Van Delden                                                       | Villa Van Delden                                                       | Ahaus Bahnhofstraße 91 Karte                        | Bürgerhaus aus dem 19. Jahrhundert, heute Begegnungsstätte                                | 2. H. 19. Jh.                   |                  |                 |
| Vorburg zum Schloß mit Häusern                                         | Vorburg zum Schloß mit Häusern                                         | Ahaus Sümmermannplatz 1, 3 und 5                    |                                                                                           | 2. H. 20. Jh.                   |                  |                 |
| Wegekreuz                                                              | Wegekreuz                                                              | Ahaus Kapellenweg/Schorlemer Str. Karte             |                                                                                           |                                 |                  |                 |
| Wegekreuz                                                              | Wegekreuz                                                              | Ahaus Kreuzstraße/Marienstraße Karte                |                                                                                           | um 1800                         |                  |                 |
| Wegekreuz                                                              | Wegekreuz                                                              | Ahaus Tegelstegge 1 Karte                           |                                                                                           | 1951                            |                  |                 |
| Wohnhaus                                                               | Wohnhaus                                                               | Ahaus Hindenburgallee 11 Karte                      |                                                                                           | 1894                            |                  |                 |
| Wohnhaus                                                               | Wohnhaus                                                               | Ahaus Hindenburgallee 16 Karte                      |                                                                                           | 1929                            |                  |                 |
| Wohnhaus                                                               | Wohnhaus                                                               | Ahaus Hindenburgallee 17 Karte                      |                                                                                           | Anfang 20. Jh.                  |                  |                 |
| Wohnhaus                                                               | Wohnhaus                                                               | Ahaus Hindenburgallee 25 Karte                      |                                                                                           | um 1900                         |                  |                 |
| Wohnhaus                                                               | Wohnhaus                                                               | Ahaus Schloßstraße 55 Karte                         |                                                                                           | um 1890                         |                  |                 |
| Wohnhaus/Gaststätte                                                    | Wohnhaus/Gaststätte                                                    | Ahaus Bahnhofstraße 4 Karte                         |                                                                                           | 2. H. 19. Jh.                   |                  |                 |
| Wohnhausfassade                                                        | Wohnhausfassade                                                        | Ahaus Markt 12 Karte                                |                                                                                           | 2. H. 19. Jh.                   |                  |                 |
| Bahnhof                                                                | Bahnhof                                                                | Alstätte Gronauer Str. 26 Karte                     |                                                                                           | 1901                            |                  |                 |
| Bildstock                                                              | Bildstock                                                              | Alstätte Alstätter Brook Karte                      |                                                                                           | 1736                            |                  |                 |
| Bildstock                                                              | Bildstock                                                              | Alstätte neben Aastraße 4                           |                                                                                           | Anfang 18. Jh.                  |                  |                 |
| Hofanlage (Wohnhaus und Wassermühle)                                   | Hofanlage (Wohnhaus und Wassermühle)                                   | Alstätte Beßlinghook 57 Karte                       |                                                                                           | 1619                            |                  |                 |
| Kath. Pfarrkirche Mariä Himmelfahrt                                    | Kath. Pfarrkirche Mariä Himmelfahrt                                    | Alstätte Kirchstraße 12 Karte                       |                                                                                           | 1789–1792                       |                  |                 |
| Mäusescheune                                                           | Mäusescheune                                                           | Alstätte Alstätter Brook 66 Karte                   |                                                                                           |                                 |                  |                 |
|                                                                        | Wegekreuz                                                              | Alstätte neben Gerwinghook 20                       |                                                                                           |                                 |                  |                 |
| Wohnhaus                                                               | Wohnhaus                                                               | Alstätte Münsterstraße 61 Karte                     |                                                                                           | kurz n. 1900                    |                  |                 |
| Wohnhausfassade mit Inschriftenstein                                   | Wohnhausfassade mit Inschriftenstein                                   | Alstätte Högerstraße 5 Karte                        |                                                                                           | 1792                            |                  |                 |
| Friedhofskreuz                                                         | Friedhofskreuz                                                         | Graes Friedhof Karte                                |                                                                                           | Anfang 20. Jh.                  |                  |                 |
| Hofkapelle                                                             | Hofkapelle                                                             | Graes Brink 64 Karte                                |                                                                                           | 1920                            |                  |                 |
| Hofkreuz                                                               | Hofkreuz                                                               | Graes Brink 5 Karte                                 |                                                                                           |                                 |                  |                 |
| Hofkreuz                                                               | Hofkreuz                                                               | Graes Stegge 45 Karte                               |                                                                                           | 1901                            |                  |                 |
| Kath. Pfarrkirche St. Josef                                            | Kath. Pfarrkirche St. Josef                                            | Graes Alstätter Str./Hauptstr. Karte                |                                                                                           | 1894/97                         |                  |                 |
| Wegekreuz                                                              | Wegekreuz                                                              | Graes bei Götte 3 Karte                             |                                                                                           |                                 |                  |                 |
|                                                                        | Bildstock Grotenkamp                                                   | Ottenstein Nähe Lüntener Str.                       |                                                                                           | 1757                            |                  |                 |
| Bildstock                                                              | Bildstock                                                              | Ottenstein Lüntener Str./Westring Karte             |                                                                                           | 18. Jh.                         |                  |                 |
| weitere Bilder                                                         | Friedhofskapelle                                                       | Ottenstein Friedhof Karte                           |                                                                                           | 1791                            |                  |                 |
| BW                                                                     | Friedhofskreuz                                                         | Ottenstein Friedhof Karte                           |                                                                                           |                                 |                  |                 |
| weitere Bilder                                                         | Kath. Pfarrkirche St. Georg                                            | Ottenstein Vredener Straße 1 Karte                  |                                                                                           | 1521                            |                  |                 |
| Pieta                                                                  | Pieta                                                                  | Ottenstein Lüntener Straße Karte                    |                                                                                           | 1758                            |                  |                 |
| Wegekapelle                                                            | Wegekapelle                                                            | Ottenstein bei Ketteler Str. 4 Karte                |                                                                                           |                                 |                  |                 |
| Wegekreuz                                                              | Wegekreuz                                                              | Ottenstein Dohl/Parkstraße Karte                    |                                                                                           |                                 |                  |                 |
| Wohnhaus Hoppe                                                         | Wohnhaus Hoppe                                                         | Ottenstein Wigbold 7 Karte                          |                                                                                           | Anfang 19. Jh.                  |                  |                 |
| Bildstock                                                              | Bildstock                                                              | Wessum Averesch Karte                               |                                                                                           | 1760                            |                  |                 |
| Bildstock                                                              | Bildstock                                                              | Wessum Martinistraße/Kirchplatz Karte               |                                                                                           | 1758                            |                  |                 |
| ehem. Ackerbürgerhaus                                                  | ehem. Ackerbürgerhaus                                                  | Wessum Schulstraße 6/8 Karte                        |                                                                                           |                                 |                  |                 |
| ehem. Gebetshalle (jetzt Kriegsehrenmal)                               | ehem. Gebetshalle (jetzt Kriegsehrenmal)                               | Wessum Kirchplatz Karte                             |                                                                                           | 1511                            |                  |                 |
| Friedhofskreuz                                                         | Friedhofskreuz                                                         | Wessum Wesheimstraße 39 Karte                       |                                                                                           |                                 |                  |                 |
| Kath. Pfarrkirche St. Martinus                                         | Kath. Pfarrkirche St. Martinus                                         | Wessum Kirchplatz Karte                             |                                                                                           | 1188                            |                  |                 |
| Speicher                                                               | Speicher                                                               | Wessum Averesch 93 a Karte                          |                                                                                           | 1. H. 19. Jh.                   |                  |                 |
| Speicher, Sandsteinpfeiler                                             | Speicher, Sandsteinpfeiler                                             | Wessum Averesch 83 Karte                            |                                                                                           | 1849, 1872                      |                  |                 |
| Wegekapelle                                                            | Wegekapelle                                                            | Wessum Averesch 55 Karte                            |                                                                                           | 20er                            |                  |                 |
| Wegekreuz                                                              | Wegekreuz                                                              | Wessum Eichenallee 80 Karte                         |                                                                                           |                                 |                  |                 |
| Wegekreuz                                                              | Wegekreuz                                                              | Wessum Schulstraße/Hamalandstraße Karte             |                                                                                           | 1869                            |                  |                 |
| Wohn- und Geschäftshaus                                                | Wohn- und Geschäftshaus                                                | Wessum Schulstraße 10 Karte                         |                                                                                           | 18. Jh.                         |                  |                 |
| Wohnhaus                                                               | Wohnhaus                                                               | Wessum Averesch 93 a Karte                          |                                                                                           | 1875                            |                  |                 |
| weitere Bilder                                                         | Bauernhaus, Nebengebäude (Kötterhaus)                                  | Wüllen Barle 7 Karte                                |                                                                                           | 1776                            |                  |                 |
| Bildstock: die Aufnahme Mariens in den Himmel/Triumphierender Christus | Bildstock: die Aufnahme Mariens in den Himmel/Triumphierender Christus | Wüllen Oberortwick (Dicke Linden)                   |                                                                                           | 1756                            |                  |                 |
| Bildstock: Hl. Antonius                                                | Bildstock: Hl. Antonius                                                | Wüllen Düwing Dyk Karte                             |                                                                                           | 1756                            |                  |                 |
| Bildstock: Kreuztragung                                                | Bildstock: Kreuztragung                                                | Wüllen bei Ammelner Weg 26 Karte                    |                                                                                           | 1875                            |                  |                 |
| Bildstock: Schmerzensmutter/Auferstandener Christus als Guter Hirte    | Bildstock: Schmerzensmutter/Auferstandener Christus als Guter Hirte    | Wüllen Kaland Karte                                 |                                                                                           | 1750–1770                       |                  |                 |
| Bildstock: sog. Mauritz-Station                                        | Bildstock: sog. Mauritz-Station                                        | Wüllen Düwing Dyk Karte                             |                                                                                           | 1725 - 27                       |                  |                 |
| Bildstock: Taufe Christi / Thronende Madonna                           | Bildstock: Taufe Christi / Thronende Madonna                           | Wüllen Quantwick 29 Karte                           |                                                                                           | 1920                            |                  |                 |
| Denkmal: Ton Steenern Crüce                                            | Denkmal: Ton Steenern Crüce                                            | Wüllen bei Unterortwick 6 Karte                     |                                                                                           | 1909                            |                  |                 |
| denkmalpflegerisch schützenswerte Struktur                             | denkmalpflegerisch schützenswerte Struktur                             | Wüllen Lange Straße/Marktstraße Karte               |                                                                                           |                                 |                  |                 |
| Friedhofskreuz                                                         | Friedhofskreuz                                                         | Wüllen Friedmate Karte                              |                                                                                           | 1761/1811                       |                  |                 |
| Grenzstein, sog. Jagenstein                                            | Grenzstein, sog. Jagenstein                                            | Wüllen Barle Karte                                  |                                                                                           | 18. Jh.                         |                  |                 |
| Hofanlage mit Hofhaus, Speicher, Backhaus, Hofkreuz                    | Hofanlage mit Hofhaus, Speicher, Backhaus, Hofkreuz                    | Wüllen Quantwick 11 Karte                           |                                                                                           | 1867, 1794, M. 19. Jh., 1894    |                  |                 |
| weitere Bilder                                                         | Kath. Pfarrkirche St. Andreas                                          | Wüllen Lange Straße Karte                           |                                                                                           | 1188                            |                  |                 |
| Solmsche Denkmal                                                       | Solmsche Denkmal                                                       | Wüllen Vredener Dyk/Ketteler Straße Karte           |                                                                                           | 2. H. 14. Jh.                   |                  |                 |
| Speicher, Hofkreuz                                                     | Speicher, Hofkreuz                                                     | Wüllen Sabstätte 14 Karte                           |                                                                                           | 1851                            |                  |                 |
| Fachwerkspeicher (Spieker)                                             | Fachwerkspeicher (Spieker)                                             | Wüllen Stadtlohner Straße 50 Karte                  |                                                                                           | 1732                            |                  |                 |
| Wegekreuz                                                              | Wegekreuz                                                              | Wüllen bei Quantwicker Straße 12                    |                                                                                           | 20. Jh.                         |                  |                 |
| weitere Bilder                                                         | Windmühle                                                              | Wüllen Quantwick 29 Karte                           |                                                                                           | 1840                            |                  |                 |